# Lista de municípios da Rioja (Espanha)

Mapa da divisão municipal da Rioja, Espanha

Esta é uma lista dos 174 municípios da província espanhola e comunidade autónoma da Rioja.
| Nome                        | Pop. (2002) |
| --------------------------- | ----------- |
| Ábalos                      | 266         |
| Agoncillo                   | 930         |
| Aguilar del Río Alhama      | 643         |
| Ajamil                      | 69          |
| Albelda de Iregua           | 2,506       |
| Alberite                    | 2,124       |
| Alcanadre                   | 780         |
| Aldeanueva de Ebro          | 2,532       |
| Alesanco                    | 470         |
| Alesón                      | 136         |
| Alfaro                      | 9,330       |
| Almarza de Cameros          | 35          |
| Anguciana                   | 327         |
| Anguiano                    | 553         |
| Arenzana de Abajo           | 300         |
| Arenzana de Arriba          | 39          |
| Arnedillo                   | 448         |
| Arnedo                      | 13,460      |
| Arrúbal                     | 402         |
| Ausejo                      | 755         |
| Autol                       | 3,783       |
| Azofra                      | 325         |
| Badarán                     | 706         |
| Bañares                     | 390         |
| Baños de Río Tobía          | 1,722       |
| Baños de Rioja              | 101         |
| Berceo                      | 209         |
| Bergasa                     | 154         |
| Bergasillas Bajera          | 31          |
| Bezares                     | 27          |
| Bobadilla                   | 150         |
| Brieva de Cameros           | 78          |
| Briñas                      | 210         |
| Briones                     | 813         |
| Cabezón de Cameros          | 21          |
| Calahorra                   | 20,598      |
| Camprovín                   | 197         |
| Canales de la Sierra        | 85          |
| Canillas de Río Tuerto      | 56          |
| Cañas                       | 125         |
| Cárdenas                    | 231         |
| Casalarreina                | 995         |
| Castañares de Rioja         | 449         |
| Castroviejo                 | 57          |
| Cellorigo                   | 21          |
| Cenicero                    | 2,040       |
| Cervera del Río Alhama      | 2,853       |
| Cidamón                     | 36          |
| Cihuri                      | 158         |
| Cirueña                     | 116         |
| Clavijo                     | 231         |
| Cordovín                    | 215         |
| Corera                      | 257         |
| Cornago                     | 563         |
| Corporales                  | 51          |
| Cuzcurrita de Río Tirón     | 473         |
| Daroca de Rioja             | 61          |
| Enciso                      | 171         |
| Entrena                     | 1,169       |
| Estollo                     | 123         |
| Ezcaray                     | 1,937       |
| Foncea                      | 116         |
| Fonzaleche                  | 154         |
| Fuenmayor                   | 2,586       |
| Galbárruli                  | 59          |
| Galilea                     | 276         |
| Gallinero de Cameros        | 25          |
| Gimileo                     | 102         |
| Grañón                      | 401         |
| Grávalos                    | 287         |
| Haro                        | 9,558       |
| Herce                       | 376         |
| Herramélluri                | 140         |
| Hervías                     | 150         |
| Hormilla                    | 461         |
| Hormilleja                  | 166         |
| Hornillos de Cameros        | 16          |
| Hornos de Moncalvillo       | 89          |
| Huércanos                   | 910         |
| Igea                        | 770         |
| Jalón de Cameros            | 49          |
| Laguna de Cameros           | 167         |
| Lagunilla del Jubera        | 307         |
| Lardero                     | 4,654       |
| Ledesma de la Cogolla       | 21          |
| Leiva                       | 259         |
| Leza de Río Leza            | 26          |
| Logronho                    | 136,841     |
| Lumbreras                   | 156         |
| Manjarrés                   | 137         |
| Mansilla de la Sierra       | 49          |
| Manzanares de Rioja         | 116         |
| Matute                      | 170         |
| Medrano                     | 211         |
| Munilla                     | 130         |
| Murillo de Río Leza         | 1,453       |
| Muro de Aguas               | 64          |
| Muro en Cameros             | 36          |
| Nájera                      | 7,142       |
| Nalda                       | 885         |
| Navajún                     | 17          |
| Navarrete                   | 2,243       |
| Nestares                    | 81          |
| Nieva de Cameros            | 113         |
| Ocón                        | 292         |
| Ochánduri                   | 96          |
| Ojacastro                   | 228         |
| Ollauri                     | 294         |
| Ortigosa de Cameros         | 304         |
| Pazuengos                   | 47          |
| Pedroso                     | 101         |
| Pinillos                    | 29          |
| Pradejón                    | 3,437       |
| Pradillo                    | 81          |
| Préjano                     | 202         |
| Quel                        | 1,979       |
| Rabanera                    | 43          |
| El Rasillo de Cameros       | 108         |
| El Redal                    | 218         |
| Ribafrecha                  | 942         |
| Rincón de Soto              | 3,468       |
| Robres del Castillo         | 32          |
| Rodezno                     | 307         |
| Sajazarra                   | 134         |
| San Asensio                 | 1,115       |
| San Millán de la Cogolla    | 286         |
| San Millán de Yécora        | 46          |
| San Román de Cameros        | 174         |
| San Torcuato                | 95          |
| San Vicente de la Sonsierra | 1,132       |
| Santa Coloma                | 142         |
| Santa Engracia del Jubera   | 190         |
| Santa Eulalia Bajera        | 122         |
| Santo Domingo de la Calzada | 5,772       |
| Santurde de Rioja           | 313         |
| Santurdejo                  | 180         |
| Sojuela                     | 89          |
| Sorzano                     | 175         |
| Sotés                       | 250         |
| Soto en Cameros             | 144         |
| Terroba                     | 29          |
| Tirgo                       | 244         |
| Tobía                       | 81          |
| Tormantos                   | 203         |
| Torre en Cameros            | 15          |
| Torrecilla en Cameros       | 546         |
| Torrecilla sobre Alesanco   | 64          |
| Torremontalbo               | 21          |
| Treviana                    | 230         |
| Tricio                      | 380         |
| Tudelilla                   | 411         |
| Uruñuela                    | 786         |
| Valdemadera                 | 12          |
| Valgañón                    | 147         |
| Ventosa                     | 121         |
| Ventrosa                    | 92          |
| Viguera                     | 319         |
| Villalba de Rioja           | 155         |
| Villalobar de Rioja         | 115         |
| Villamediana de Iregua      | 2,593       |
| Villanueva de Cameros       | 124         |
| El Villar de Arnedo         | 667         |
| Villar de Torre             | 289         |
| Villarejo                   | 46          |
| Villarroya                  | 9           |
| Villarta-Quintana           | 202         |
| Villavelayo                 | 91          |
| Villaverde de Rioja         | 98          |
| Villoslada de Cameros       | 384         |
| Viniegra de Abajo           | 123         |
| Viniegra de Arriba          | 56          |
| Zarratón                    | 257         |
| Zarzosa                     | 13          |
| Zorraquín                   | 62          |